# Đĩa quang

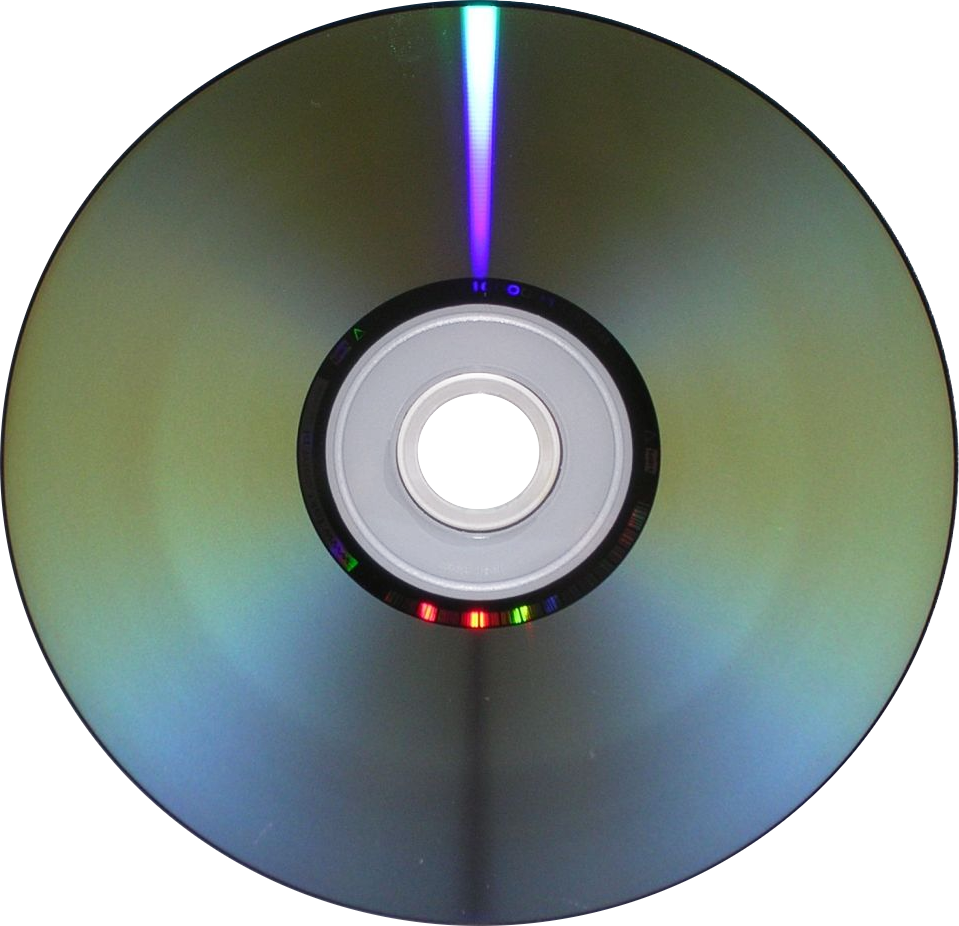
Bề mặt hoạt động của một đĩa quang DVD

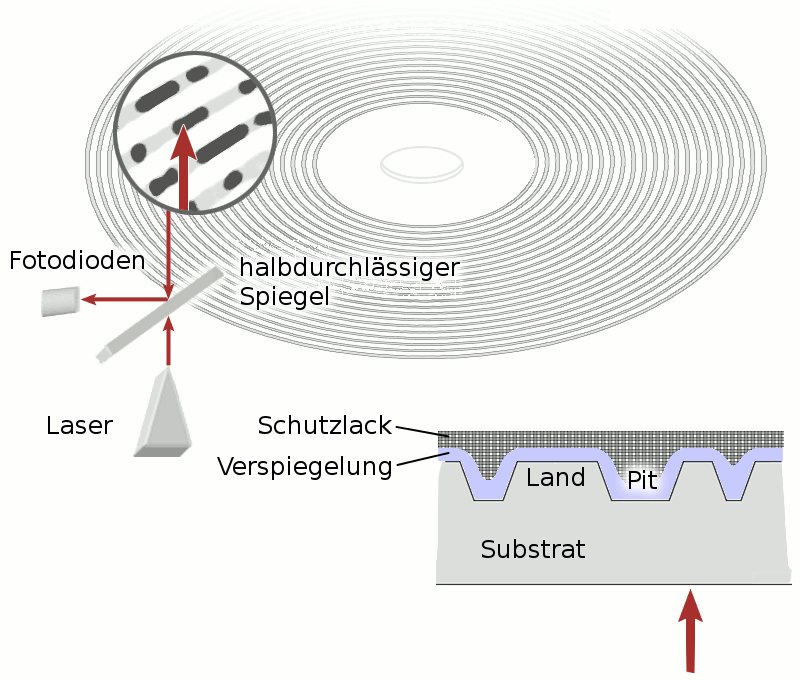
Mô hình nguyên lý đọc dữ liệu ở đĩa quang: Tia lade từ nguồn phát chiếu qua lăng kính đến bề mặt đĩa, nếu gặp điểm sáng chúng phản xạ ngược lại và đổi hướng tại lăng kính đến bộ cảm biến (trong thực tế các thiết bị không sắp xếp như vậy)

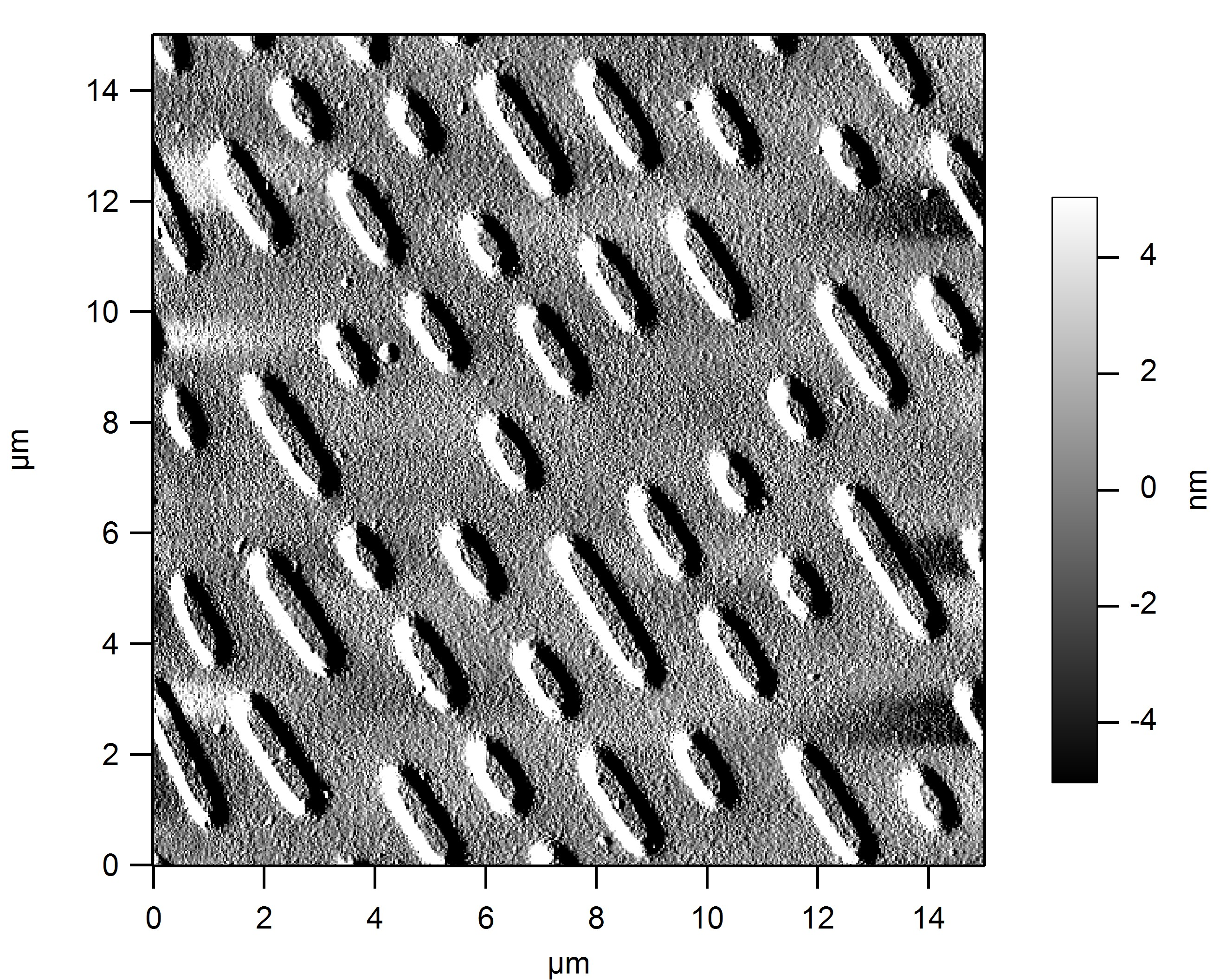
Ảnh chụp phóng đại bề mặt ghi dữ liệu của một đĩa quang

Đĩa quang (tiếng Anh: optical disc) là thuật ngữ dùng để chỉ chung các loại đĩa mà dữ liệu được ghi/đọc bằng tia ánh sáng hội tụ. Tuỳ thuộc vào từng loại đĩa quang (CD, VCD, DVD...) mà chúng có các khả năng chứa dữ liệu với dung lượng khác nhau.
Đĩa quang là dạng lưu trữ dữ liệu không mất dữ liệu khi ngừng cung cấp điện (non-volatile).
Bài này có nội dung về các loại đĩa quang nói chung, chi tiết từng loại đĩa quang cụ thể xem từng bài riêng về chúng

## Tổng quan
Về cơ bản lưu trữ dữ liệu dạng đĩa trên máy tính được chia thành hai loại: ghi nhớ dữ liệu theo nguyên lý sử dụng từ tính và quang học. Với nguyên lý từ tính, chúng gồm các loại đĩa cứng, đĩa mềm. Với nguyên lý quang học, đại diện cho chúng là các đĩa CD, DVD và với các chuẩn mới ngày nay. Lưu trữ dựa trên từ tính rất thông dụng và xuất hiện trên hầu hết các máy tính (xem thêm bài ổ đĩa cứng) với đặc điểm là dung lượng lớn, việc ghi dữ liệu thuận tiện. Với các đĩa quang học việc ghi dữ liệu khó khăn hơn, phải thực hiện trên các đĩa quang riêng và ổ đĩa quang có tính năng ghi dữ liệu.

## Lịch sử phát triển

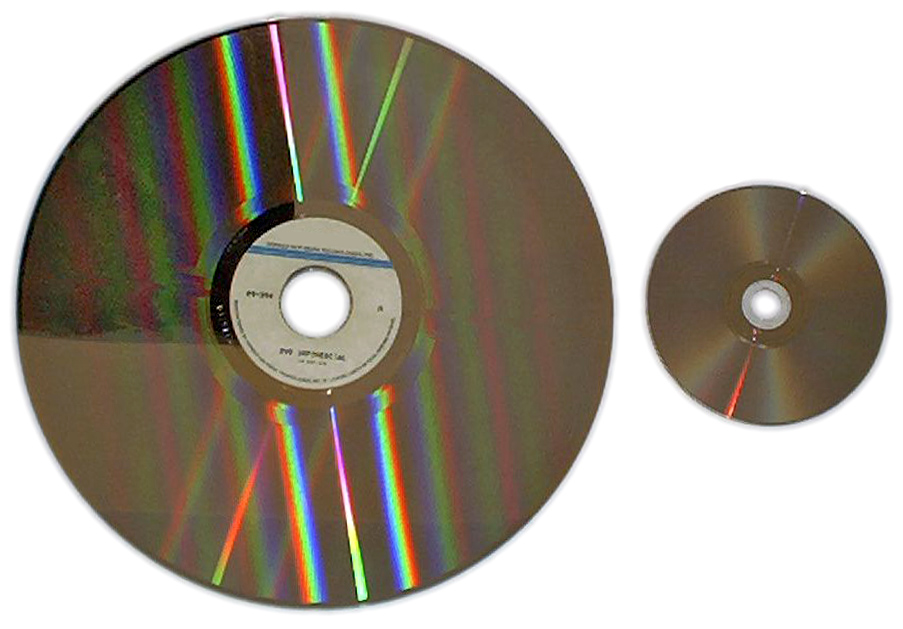
Kích thước giữa đĩa la-de (bên trái) và đĩa DVD thông dụng (bên phải)

Được phát triển vào khoảng cuối thập niên 1960, đĩa quang đầu tiên được phát minh bởi James Russell.
•Năm 1978 hai hãng Philips và Sony bắt tay cùng nghiên cứu phát triển loại đĩa CD-DA (digital audio) dùng cho việc ghi âm thanh. 
•Đến năm 1980 thì chuẩn đĩa CD-DA ra đời, chúng được chuẩn hoá với định dạng Sách đỏ (Red Book).
•Năm 1983 Sony và Philips tiếp tục hợp tác để đưa ra các chuẩn đĩa chung. Chuẩn định dạng Sách vàng để phù hợp hơn với dữ liệu trên máy tính CD ROM
•Từ đó về sau thì các định dạng đĩa CD được phát triển theo theo các chuẩn sách Xanh, Cam, Trắng...

## Nguyên lý lưu trữ dữ liệu
Không giống như các đĩa cứng được ghi dữ liệu lên bề mặt bằng từ, đĩa quang (theo đúng như ý nghĩa của tên gọi) sử dụng các tính chất quang học để lưu trữ dữ liệu. 
Khái niệm track trên đĩa quang cũng giống như ổ đĩa cứng, mỗi track là một vòng tròn, tuy nhiên ở đĩa quang các track là các vòng tròn hở nối tiếp nhau.
Trên đĩa quang có các rãnh theo hình xoắn trôn ốc từ trong ra ngoài (không giống như các track đồng tâm ở ổ đĩa cứng) chứa các"hố"thuật ngữ tiếng Anh gọi là"pit"và bề mặt gọi là"land", tia laser đọc các pit và land và chuyển sang tín hiệu nhị phân.Các pit này được chia làm chín loại,có ký hiệu từ t3 đến t11.
1. t3 = 833 nm
2. t4 =1111 nm
3. t5 =1388 nm
4. t6 =1666 nm
5. t7 =1944 nm
6. t8 =2221 nm
7. t9 =2499 nm
8. t10 =2777 nm
9. t11 =3054 nm

Cụ thể hơn,tia sáng khi chiếu vào bề mặt đĩa quang nếu gặp một pit(phần hố bị laser khắc) thì tia sáng sẽ không phản xạ ngược lại nguồn phát sáng vì phần sóng giao thoa ở viền pit đã triệt tiêu sự phản lại,còn khi chiếu qua phần land(bề mặt không bị khắc) thì tia sáng sẽ phản chiếu lại mắt đọc,đường này có dạng 2 tia trùng nhau.

Tại ổ đĩa quang, trên đường chiếu của tia sáng có hệ lăng kính bán mạ để phản xạ tia sáng truyền ngược lại (khi chiếu vào vùng bề mặt) vào một bộ cảm biến để nhận tín hiệu (là các photodiode).

Tín hiệu sau khi nhận được cần phải xử lý rất phức tạp.Các phần tử pit và land kể trên không phải đại diện cho các bit nhị phân.Các bit nhị phân trong hệ này được tạo nên bởi kênh nhị phân(channel bit) hay là một xung thời gian có độ dài(1/4.321.800 phần của giây).Các kênh nhị phân này quy định khoảng thời gian mà một bit có ý nghĩa.Các bit"0"và"1"được quy định như sau,nếu như tia laser quét vào vùng land,mỗi kênh nhị phân sẽ bằng một bit"0"và chia đều vùng land này,khi tia laser chiếu vào phần viền,giữa vùng land và một hố pit,kênh nhị phân ở giai đoạn chuyển giao này sẽ bằng bit"1".Sau đó các kênh nhị phân(thời gian) tiếp tục chia đều hố pit đó và khoảng thời gian giữa pit đó,tức là khi tia laser quét vẫn ở trong pit đó thì nó chiếm một khoảng thời gian"x"có đơn vị là 1 channel bit,mỗi đơn vị đó có giá trị"0"như khi quét qua land.Các dữ liệu nhị phân này không phải là dữ liệu đầu vào có thể đọc được.

Tuy nhiên đó chỉ là trên mô hình,để hệ thống thu và phát hoạt động tốt,người ta khi ghi đĩa phải dùng thuật toán efm để giảm thiểu sai sót bằng cách thêm các bit nhị phân vào dữ liệu thô thu được trên mô hình chuẩn trước khi ghi các bit vào đĩa.

## Cấu tạo và thông số
Đĩa quang có nhiều loại khác nhau (CD, DVD,...), ghi dữ liệu một mặt đĩa hoặc ghi cả ở hai mặt dĩa, do đó chúng có cấu tạo rất khác nhau. Ở các loại đĩa quang khác nhau, xem cụ thể cấu tạo của chúng tại từng bài cụ thể.

### Cấu tạo
Một cách chung nhất, đĩa quang có cấu tạo gồm:
- Lớp nhãn đĩa (chỉ có ở loại đĩa quang một mặt)
- Lớp phủ chống xước (chỉ có ở loại đĩa quang một mặt).
- Lớp bảo vệ tia tử ngoại.
- Lớp chứa dữ liệu.
- Lớp polycarbonat trong suốt (phía bề mặt làm việc)

Đối với loại đĩa quang ghi dữ liệu ở cả hai mặt, các lớp được bố trí đối xứng nhau để đảm bảo ghi dữ liệu ở cả hai mặt đĩa.

### Kích thước
Tuỳ từng loại đĩa quang khác nhau mà chúng có các kích thước khác nhau (xem từng bài riêng biệt theo bảng). Chúng thường được chia thành các loại chính sau:
- Đĩa lade có kích thước lớn nhất: đường kính ngoài đến 300 mm.
- Đĩa CD/DVD có cùng kích thước: đường kính ngoài đên 120 mm.
- Một số loại đĩa quang có hình dáng thiết kế mỹ thuật: hình dáng bên ngoài có thể gần giống hình tròn (đảm bảo chống rung lệch khi đọc đĩa) như quả bóng, trái tim... như một sự độc đáo.

## Một số khái niệm
- Track là những đường chứa các pit trên bề mặt làm việc của đĩa quang.Các track được nối liền nhau theo đường xoắn ốc.
- Pit là một hố có dạng lõm trên bề mặt của đĩa quang,có chín loại kích thước khác nhau,từ 833 nm đến 3054 nm.Với kích thước rất nhỏ này,các hiệu ứng triệt tiêu sóng được thể hiện rõ rệt,và pit được ứng dụng như phần tối của dữ liệu.
- Land là vùng bề mặt đĩa bằng phẳng,có thể phản chiếu lại tia sáng đến,được ứng dụng như phần sáng của dữ liệu.
- burn hoạt động ghi dữ liệu lên đĩa.

## Phân loại
Đĩa quang được chia thành nhiều loại khác nhau (xem bảng bên phải).
Về dạng thức dữ liệu tồn tại: Đĩa quang thường được chia thành các loại sau:
- Đĩa đã ghi dữ liệu: Loại đĩa ca nhạc, phim, phần mềm...ngay từ khi bán ra thị trường. Loại này người sử dụng không thể ghi thêm dữ liệu vào được (trừ một số trường hợp đặc biệt như đĩa mua về được ghi chưa hết dung lượng theo cách ghi cho phép ghi tiếp hay đĩa mua về là dạng RW). Do là đĩa đã ghi dữ liệu nên giá cả của đĩa này sẽ cao hơn so với đĩa chưa ghi dữ liệu.
- Đĩa chưa ghi dữ liệu - Loại ghi một lần: Đĩa được sản xuất chưa được ghi dữ liệu nhưng chỉ cho phép người sử dụng ghi dữ liệu lần đầu tiên. Đây cũng chỉ là khái niệm tương đối, người sử dụng có thể có cách thức ghi dữ liệu sao cho một đĩa có thể ghi nhiều lần liên tiếp nhau cho đến khi đĩa được ghi hết chỗ trống. Loại đĩa này thường có ký hiệu"R", hầu hết các đĩa bán ngoài thị trường được ghi từ loại đĩa này mà ra, người ta còn gọi loại đĩa này là đĩa trắng và chữ R là viết tắt của Recordable.
- Đĩa chưa ghi dữ liệu - Loại ghi nhiều lần: Đĩa được sản xuất chưa ghi dữ liệu nhưng cho phép người sử dụng có thể ghi dữ liệu và sau đó có thể xoá đi để ghi lại dữ liệu khác (hoàn toàn khác nội dung trước đó). Loại này thường có ký hiệu"RW"-Read-Write. Để ghi và xóa được loại đĩa này, chúng ta cần dùng một phần mềm chuyên dụng như Nero. Do có khả năng lưu trữ như một USB- nghĩa là ghi-xóa-ghi nên giá của loại đĩa này rất mắc, cao khoảng 4 lần so với loại chỉ ghi một lần.

Với dạng thức: Số mặt chứa dữ liệu, đĩa quang có hai dạng sau:
- Đĩa chỉ có một mặt chứa dữ liệu: Là loại đĩa thông dụng nhất: Dữ liệu chỉ chứa trên một mặt của đĩa, mặt còn lại thường là nhãn đĩa và các lớp bảo vệ.
- Đĩa có cả hai mặt chứa dữ liệu: (kiểu tương tự các đĩa nhựa của các máy hát cổ điển) Cả hai mặt đĩa đều được ghi dữ liệu do đó loại đĩa này thường không có lớp nhãn đĩa hoặc các lớp bảo vệ phần dữ liệu. Người sử dụng có thể lật mặt đĩa để đọc dữ liệu tại mặt còn lại. Dung lượng đĩa hai mặt lớn nhất (tất nhiên) gấp đôi đĩa một mặt.

## Ghi dữ liệu
Tuỳ theo nguồn gốc ghi chứa dữ liệu mà đĩa quang có thể được ghi dữ liệu bằng các thiết bị công nghiệp (sản xuất hàng loạt) hoặc do người sử dụng tự ghi dữ liệu của họ.

### Sản xuất trong công nghiệp
Ghi dữ liệu trong công nghiệp hoàn toàn khác với cách thức ghi dữ liệu ở người sử dụng: Ghi theo một quy trình sản xuất từng lớp đĩa riêng biệt theo dạng tạo khuôn mẫu, do đó các đĩa ghi công nghiệp thường bền hơn. Để phân biệt, sự dễ nhận thấy nhất là các đĩa quang ghi trong công nghiệp có bề mặt làm việc màu ánh kim (trắng).
Các đĩa quang ghi công nghiệp thường thực hiện với số lượng lớn, khi đó chúng có giá thành/chiếc thấp hơn so với các đĩa được ghi do người sử dụng (so sánh cùng chất lượng đĩa).

### Ghi đĩa ở người sử dụng
Ngoài các thiết bị ghi dữ liệu chuyên dụng, người sử dụng chỉ có thể ghi dữ liệu vào đĩa quang bởi các ổ đĩa quang có chức năng ghi được sản xuất dưới dạng phôi trắng (không chứa dữ liệu, có khả năng ghi).

Khi ghi dữ liệu, ổ đĩa quang phát ra một tia lade (khác với tia để đọc dữ liệu) vào bề mặt đĩa. Tuỳ theo loại đĩa quang là ghi một lần hoặc nhiều lần mà cơ chế làm việc ở đây khác nhau:
- Với loại đĩa quang ghi một lần: Lớp chứa dữ liệu là lớp màu polymer hữu cơ: Tia lade sẽ đốt lớp màu này tại từng điểm khác nhau (theo yêu cầu ghi dữ liệu) để tạo thành các điểm tối, các điểm còn lại không được đốt là các điểm sáng.
- Với loại đĩa quang ghi lại nhiều lần: Lớp chứa dữ liệu là lớp kim loại có thể chuyển biến trạng thái: trạng thái tinh thể (phản xạ với ánh sáng) và trạng thái vô định hình (không phản xạ ánh sáng chiếu vào). Khi ghi dữ liệu vào loại đĩa này, ổ đĩa quang cần thực hiện hai công đoạn: dùng tia lade để xoá dữ liệu và ghi dữ liệu mới.